# Siphocampylus psilophyllus
Siphocampylus psilophyllus är en klockväxtart som beskrevs av Johann Baptist Emanuel Pohl. Siphocampylus psilophyllus ingår i släktet Siphocampylus och familjen klockväxter. Inga underarter finns listade i Catalogue of Life.